# LMR 57 Lion
La Liverpool and Manchester Railway (LMR) 57 Lion es una locomotora de vapor pionera construida en Gran Bretaña. Con una rodadura del tipo 0-4-2, alcanzaba una velocidad máxima de 40 millas por hora (64 km/h) y podía arrastrar hasta 200 toneladas. Era una de las dos máquinas diseñadas para transportar carga (la otra, la número 58 se denominaba Tiger) construidas por Todd, Kitson y Laird (más tarde Kitsons) de Leeds en 1838. Apareció en la película de 1953 The Titfield Thunderbolt. 

## Historia
La Lion fue una de las seis locomotoras encargadas por el Ferrocarril de Liverpool y Mánchester (FL&M) en octubre de 1837 al fabricante Todd, Kitson y Laird de la ciudad de Leeds. Se construyeron según las patentes de Robert Stephenson para una locomotora de seis ruedas y la de John Melling, el Superintendente de locomotoras del FL&M, e incluyeron varias de sus ideas de patentes, incluidas las barras huecas llenas de agua en la caldera; un tanque de precalentamiento debajo de la cámara de combustión hacia el que se podía dirigir el vapor residual de la válvula de seguridad; el engranaje de válvula radial patentado de Melling; y un acoplamiento de las ruedas para ayudar a mejorar la adherencia. La "Lion" y su hermana, la "Tiger", eran locomotoras del tipo 0-4-2 diseñadas para arrastrar trenes de mercancías. Tenían cilindros de 11 x 20 pulgadas; ruedas motrices de 5 pies (1,524 m); ruedas de transporte de 37 pulgadas (0,94 m) de diámetro; y calderas de 50 libras por pulgada cuadrada (3,5 bar) de 7 pies 4 pulgadas (2,235 m) de largo y de sección transversal ligeramente ovalada.
La Lion fue reconstruido en Edge Hill por el LMR en 1842-1843 con una nueva caldera de 8 pies y 6 pulgadas (2,59 m) de largo, lo que requirió la construcción de nuevos bastidores más largos; cilindros nuevos de 12 x 18 pulgadas (0,30 x 0,45 m); nuevas válvulas y cofres de válvulas; y nuevo engranaje de válvula diseñado por William Barber Buddicom en 1840-1841. Los cilindros actuales de la Lion miden 14 1/8 pulgadas x 18 pulgadas (0,36 x 0,45 m), lo que sugiere que se volvieron a cambiar en una fecha posterior. 
En 1845, el FL&M fue absorbido por el Ferrocarril Grand Junction (FGJ), que a su vez fue uno de los componentes del Ferrocarril dd Londres y del Noroeste (FL&NO) un año después. La Lion fue renumerada 116 en la División Norte del FL&NO. 
Circuló hasta 1857, y en 1859 fue transferida al Departamento de Almacenes como Ballast Engine No. 14. En mayo de 1859 se vendió al Mersey Docks and Harbour Board por 400 libras para trabajar en las instalaciones de la compañía en Liverpool. La Junta del Puerto instaló una nueva caldera (probablemente la caldera actual) en 1865. 
Alrededor de 1874, la Lion se trasladó para trabajar como motor estacionario de bombeo en la instalación de Graving Dock en Prince's Dock, donde entró en servicio en enero de 1875. Cumplió este cometido hasta 1928, cuando fue reemplazada por una bomba eléctrica. Luego fue "redescubierta" en 1923 y rescatada por miembros de la Sociedad de Ingeniería de Liverpool en 1928, y renovada por los Talleres de Crewe. El ténder de la Lion se había desechado hacía mucho tiempo, por lo que en los Talleres de Crewe se construyó uno nuevo, utilizando partes de un ténder Furness desechado, originalmente construido por Sharp, Stewart de Mánchester. Otros trabajos consistieron en la reconstrucción de nuevos elementos: chimenea; puertas de la caja de humos; defensas de ruedas; estribo y barandillas de la cabina; revestimiento de la caldera; tubos de la caldera; un lubricador mecánico; y una serie de accesorios de la caldera. Los cilindros también fueron probablemente mecanizados de nuevo. Se colocó una controvertida cubierta de cobre sobre la caja de fuego con la parte superior del vagón de corona alta para simular una caja de fuego de arco conopial del período de 1840. 
La Lion participó en las celebraciones del centenario del FL&M en 1930 y en el centenario del Ferrocarril de Londres y Birmingham en 1938. 
Antes de la Segunda Guerra Mundial, la Lion fue exhibida en la Estación de Lime Street. Durante la guerra se almacenó en Crewe y posteriormente pasó a exhibirse en la Galería del Transporte del Museo de Liverpool. 
Rustons Diesels Ltd. restauró la locomotora en 1979-1980. Se instalaron nuevos tubos de caldera; se reemplazó la tubería de vapor principal original (debido a que el regulador de enchufe original estaba roto) y se fundió y ajustó uno nuevo; y se instalaron nuevos accesorios de la caldera, como un manómetro tipo bourdon y grifos de prueba. También se colocaron unos nuevos tapones de lavado. La viga de protección frontal (no original) se reforzó con una sección acanalada. Se instalaron cadenas de seguridad y el ténder se equipó con frenos de aire tomados de un HGV comercial. El certificado de la caldera emitido por British Rail fue por cuatro años. 
Mientras se construía el nuevo Museo de Liverpool, entre 1999 y 2007, la Lion estuvo en exhibición en el Museo de Ciencia e Industria de Mánchester junto con la réplica de otra locomotora del ferrocarril de Liverpool y Mánchester, la Planet. Se sometió a una restauración cosmética por parte de los Museos de Liverpool en 2008, antes de exponerse en el nuevo museo. 
Protagonizó la película de 1953 The Titfield Thunderbolt, entre otros. Durante la filmación de Thunderbolt, la máquina estaba equipada con un amortiguador y un medidor de presión para promover una mejor gestión de la caldera y evitar que se apagara continuamente. Fue la segunda locomotora más antigua de vapor en funcionamiento, tras la máquina estadounidense de construcción británica John Bull. 
El 27 de febrero de 2007, la Lion fue trasladada por carretera desde Mánchester a Liverpool para realizar trabajos de conservación, antes de formar parte del nuevo Museo de Liverpool.

## Identidad
En marzo de 2019, el historiador ferroviario Anthony Dawson, que está trabajando en un libro sobre la locomotora, sugirió que no había evidencia clara de que la locomotora descubriera en 1923 y ahora conservada como la Lion, es de hecho la locomotora del Ferrocarril de Liverpool y Mánchester 57 Lion, y existe la posibilidad de que sea una de las otras locomotoras adquiridas por el Mersey Docks y Harbor Board aproximadamente al mismo tiempo.

## Otras locomotoras denominadas "Lion"
- La locomotora del Ferrocarril Londres, Midland y Escocés Clase Royal Scot 4-6-0 número 6142, originalmente se llamaba Lion. Esta locomotora fue construida por la North British Locomotive Company en Glasgow en noviembre de 1927 y retirada en enero de 1964 como 46142 Regimiento de York y Láncaster.

- La D0260, un prototipo de locomotora diésel construida por la Birmingham Railway Carriage and Wagon Company en 1962 se llamaba Lion.

- La locomotora British Rail Clase 08, una máquina de maniobras diésel numerada 13030 (más tarde D3030, y luego 08022) se vendió a la cervecera Guinness de Park Royal en 1985, donde se le dio el nombre de Lion. Con su locomotora hermana Unicorn, ahora se conserva en el Ferrocarril de Cholsey y Wallingford.

## Lecturas relacionadas
- Bailey, Michael R. (2014). «The Patentee Type: Lion 0-4-2». Loco Motion. The History Press. pp. 120–122. ISBN 978-0-7524-9101-1.  Bailey, Michael R. (2014). «The Patentee Type: Lion 0-4-2». Loco Motion. The History Press. pp. 120–122. ISBN 978-0-7524-9101-1.  Bailey, Michael R. (2014). «The Patentee Type: Lion 0-4-2». Loco Motion. The History Press. pp. 120–122. ISBN 978-0-7524-9101-1.
- Reed, CW (junio de 1953), " Resurrección del Viejo León ", Railway World
- Reed, CW (1957), "El 'León' de hierro: locomotora, motor de bomba, estrella de cine", Diario de la Sociedad de Locomotoras Stephenson, 33, 312